# Oh! You Pretty Things
"Oh! You Pretty Things" es una canción escrita por el músico británico David Bowie, publicada en el álbum de 1971, Hunky Dory. El estilo de piano simple ha sido comparada con "Martha My Dear" de the Beatles. Temáticamente, la canción ha reflejado la influencia del ocultista Aleister Crowley, el filósofo Friedrich Nietzsche, y la novela de 1987 de Edward Bulwer-Lytton, Vril, the Power of the Coming Race.

## Versiones en vivo
- Una versión grabada en el Hammersmith Odeon en Londres, el 3 de julio de 1973 fue publicada en Ziggy Stardust: The Motion Picture en 1983.[7]

## Otros lanzamientos
- La canción ha aparecido en numerosos álbumes compilatorios de David Bowie:
  - The Best of David Bowie (1974)
  - Changestwobowie (1981)
  - The Singles Collection (1993)
  - The Best of David Bowie 1969/1974 (1997)
  - Best of Bowie (2002)
  - The Platinum Collection (2006)
  - Nothing has changed. (2014)
  - Bowie Legacy (2016)

## Otras versiones
- Peter Noone – sencillo (1971 / está versión alcanzó la posición #100 en Australia).[8]
- Seu Jorge – The Life Aquatic Studio Sessions (2005)
- Au Revoir Simone – Life Beyond Mars (2008)
- Tedeschi Trucks Band – Let Me Get By (2016)
- Harvey Danger – Little Round Mirrors (2006)

## Créditos
Créditos adaptados desde las notas del álbum.
- David Bowie – voz principal, piano, palmadas
- Mick Ronson – coros, palmadas
- Trevor Bolder – bajo eléctrico
- Mick Woodmansey – batería
- Rick Wakeman – piano

## Uso en la cultura popular
- La canción fue utilizada en los créditos de cierre del episodio 6 de la temporada 1 de la serie de televisión, Legion.[10]